# Gribodia guichardi
Gribodia guichardi är en stekelart som beskrevs av Giordani Soika 1974. Gribodia guichardi ingår i släktet Gribodia och familjen Eumenidae. Inga underarter finns listade i Catalogue of Life.